# ماريا كولادو روميرو
ماريا كولادو روميرو هي صحفية وشاعرة كوبية، ولدت في 19 مارس 1885 في ماتانزاس في كوبا، وتوفيت في عقد 1960.